# Сунжа (футбольный клуб)
«Сунжа» — советский футбольный клуб из Грозного. Основан не позднее 1968 года. В 1968 и 1969 годах играл в Классе «Б» первенства СССР.

## Названия
- до 1969 — «Урожай»;
- с 1969 — «Сунжа».

## Достижения
- В первенстве СССР — 10-е место в зональном турнире класса «Б»: 1969